# وخز الضمير
وخز الضمير فيلم مصري تم إنتاجه عام 1931، تم تصوير الفيلم في صعيد مصر، وهو من بطولة آسيا داغر وأحمد جلال عبدالسلام النابلسي وماري كويني ومن إخراج إبراهيم لاما. وهو ثاني أفلام اسيا داغر و قد حقق الفيلم نجاحاً ملموساً وقتها، وتقديرا لها قررت الحكومة المصرية منحها الجنسية، كما أعلنت وزارة المعارف العمومية عن شراء نسخة من الفيلم ب160 جنيهاً.

## قصة الفيلم
(مارجريت)امرأة أجنبية لا تحترم التقاليد المصرية وترى رغباتها أمرًا شرعيًا وتقيم علاقات غرامية مع الشبان غير مبالية بزوجها (أمين بيك)، تلتقى (فؤاد) وهو ابن أخ زوجها (أمين بيك)فتحاول الإيقاع به في غرامها، إلا أنه يستنكر أن تكون له علاقة مع زوجة عمه، فيسعى لإتمام زواجه من (سهام) ابنة عمه فهما عاشقان، يلتقى فؤاد مع أحد الشبان ممن لهم علاقة بزوجة عمه الخائنة فيردع الشاب عن هذه العلاقة مما يؤدي إلي الشجار بينه وبين فؤاد فتنطلق رصاصة تردى الشاب قتيلاً ليتهم فؤاد بقتله، يتعقد الأمر بانتحار زوجة عمه، لا يعرف الجميع سببًَا واضحًا لهذا الانتحار. مع التحقيقات تظهر براءة (فؤاد) إذ يتضح أن زوجة عمه هي القاتلة حين شاهدت المشاجرة وأطلقت رصاصتها على الشاب انتقامًا لإهانتها، وبعد أن قتلته قررت الانتحار تاركة وراءها رسالة تعترف فيها بكل شئ ليتزوج (فؤاد وسهام) ويبقى العم وحيدًا .

## فريق العمل
إخراج : إبراهيم لاما
تأليف :
قصة
ماري كويني
سيناريو و حوار
إبراهيم لاما
أحمد جلال
ماري كويني
إنتاج : لوتس فيلم (آسيا داغر)

## بطولة
آسيا داغر
أحمد جلال
عبدالسلام النابلسي
ماري كويني
منير فهمى
عزيزة شوقي
منسي فهمي